# サルバティエラ/アグライン
サルバティエラ(スペイン語: Salvatierra)またはアグライン(バスク語: Agurain)は、スペイン・バスク州アラバ県のムニシピオ（基礎自治体）。
1994年までの公式名はスペイン語名のSalvatierra（サルバティエラ）だったが、1994年にスペイン語名・バスク語名を優劣の差なく公式名とした。スペイン内務省などは両言語名をスラッシュで分けたSalvatierra/Agurain（サルバティエラ/アグライン）という表記を用いている。クアドリージャ（郡）としてはクアドリージャ・デ・サルバティエラの構成自治体のひとつであり、サルバティエラ/アグラインはクアドリージャの政庁所在地である。

## 地理

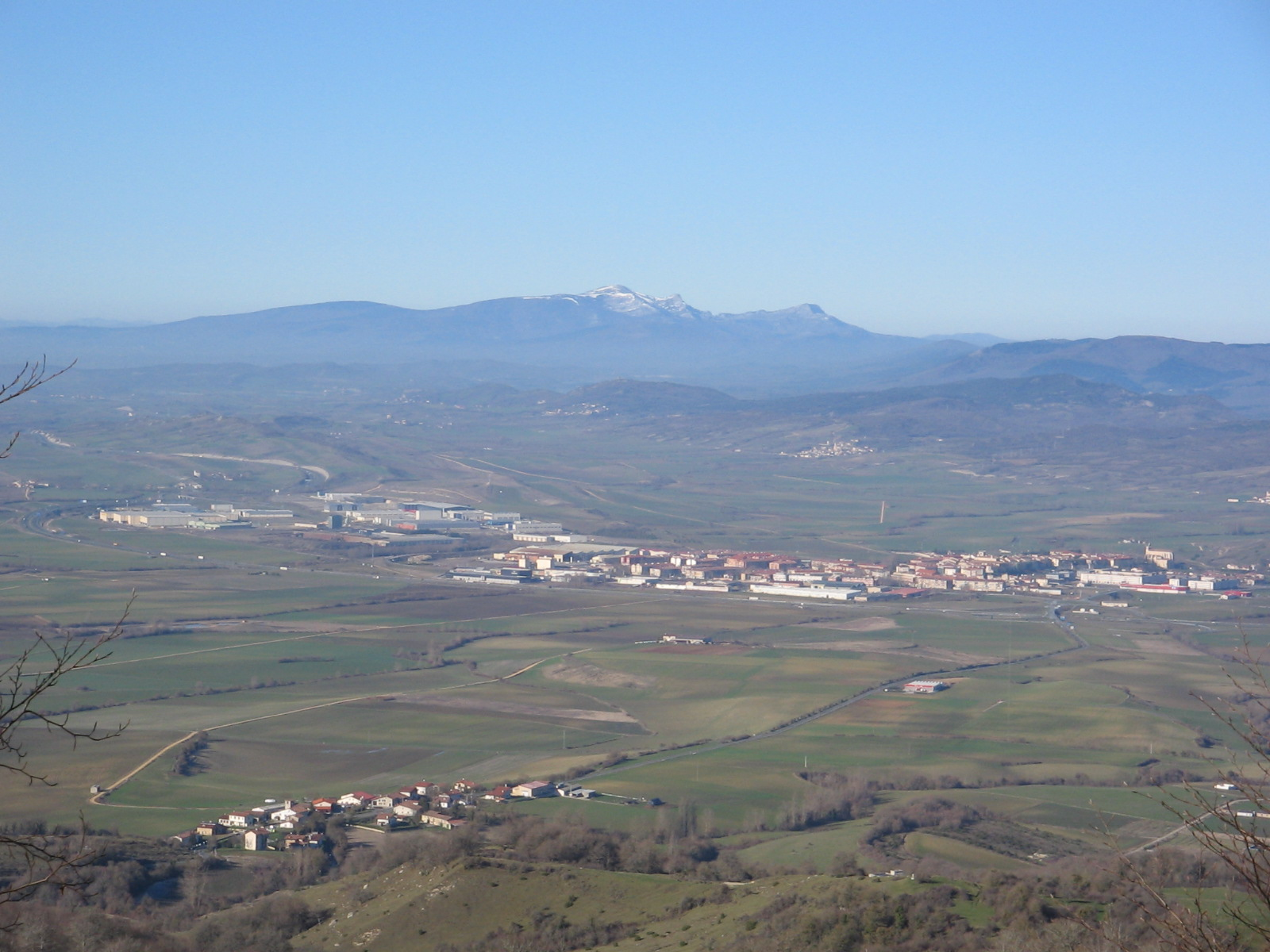
東アラバ盆地におけるサルバティエラ/アグラインとゴルベア山地（奥）

2007年の人口は4,407人。東アラバ盆地の中央部に位置し、市街地中心部の標高は605mである。市中心部は中世の同業者町に由来する、南北にのびるサパタリ通り、マジョール通り、カルニセリーア通りの3本の歴史的な通りからなる。北側と西側の山地の麓には、サンタ・バルバラ川とサドーラ川という2本の河川が町の境界を形成しているが、急速な都市開発によって市街地は少しずつ外縁部を吸収している。市街地の防壁の外側にはマドゥーラ、ラ・マグダレーナ、サン・ホルヘなどの旧地区が広がっている。「王の門」（町の南側入口）につながる道路と鉄道駅の両側には、1950年代と1960年代にかけてラ・モンクロアと呼ばれるまとまりのない町並が形成された。2000年代には新たな宅地開発が行われ、マドゥーラを除いて東部への成長を続けている。
市街地の外縁には、アラングア、アリサラ、エヒレオル、イトゥリエタ、オパクアのような集落がある。アリサラは巨石記念物のドルメンであるソルヒネチェ遺跡で知られる。イトゥリエタはバスク山脈に近い高原にある集落だったが、今日では農場に変化している。オパクアはアリゴリスタ山の麓にあり、峠にもその名が付けられている。

## 歴史
1256年、丘の上にあり重要な防御地点だったアグラインの村の場所に、カスティーリャ王アルフォンソ10世によってサルバティエラの町が建設された。カスティーリャ王国はナバラ王国との国境付近の領域の強化を目指し、またカスティーリャ貿易の育成の目的も兼ねて、サンティアゴの巡礼路を経由したフランスのガスコーニュまでの経路沿いにあるギプスコア地方やアラバ地方に、様々な砦や自由都市（サルバス・テラス、セグラス、ビリャス・フランカスなど）を建設した。
13世紀にはサルバティエラの町の最終的なレイアウトが固まった。市街地を取り囲む防壁や、南北両端で町を封鎖するふたつの巨大な要塞教会、サンタ・マリア教会とサン・フアン教会が建設された。オルベアスと呼ばれるアーケードもこの時期に建設された。このアーケードは当初は木造であり、かつて活気に溢れていた市場のふたつの教区に隣接している。アーケードは大火後の16世紀に再建され、今日まで残っている。
サルバティエラはサンティアゴの巡礼路上にあり、その好立地が理由で貿易が栄えた。今日のアラメル通りにはユダヤ人地区があった。1521年、サルバティエラの町は自らの領主であるサルバティエラ伯の攻撃をかわす必要があった。サルバティエラ伯はスペイン王カルロス1世（神聖ローマ皇帝カール5世）に対するコムネロスの反乱の主導者だった。サルバティエラ伯が勝利に失敗し、帝国軍によって逮捕されて処刑されると、住民に喜びが戻った。しかし、この喜びは長く続かず、町中に疫病が流行した直後には、1564年にサルバティエラの大火が町を襲った。この大火は、恐ろしい伝染病に終止符を打つために住民が自ら火をつけたことが原因であるとする者もいた。防壁と両端の教会だけが焼失を免れたが、ほとんど町全体が破壊され、この大火は作家のホアン・ペレス・デ・ラサラガによる詩に反映された。

## 経済
20世紀初頭に工業が発展し、革なめし業のサルバティエラ革なめし株式会社は多くの住民を雇用していた。2004年におけるクアドリージャ・デ・サルバティエラの産業別人口は、10.36%が農業、35.78%が鉱業、47.92%がサービス業、5.95%が建設業だった。サルバティエラには、鉄道駅の反対側にあるリトゥチピ工業団地、西部にあるアグライン工業団地、2008年から建設中のガルサル工業団地の3つの工業団地がある。ガルサル工業団地はビトリア物流回廊として知られる広域地域物流計画に加わっている。2007年には町の郊外にバスク州最大の太陽光発電所が完成し、350,000kWh/年の電力網への導入が予定されている。サルバティエラはN-1号線、E-5号線、E-80号線などによってヨーロッパ道路網と接続しており、またレンフェ（スペイン国鉄）の北部線がサルバティエラを通ってビトリア＝ガステイスとパンプローナを結んでいる。

## 名所
- サン・フアン教会とサンタ・マリア教会 -  サン・フアン教会とサンタ・マリア教会というふたつの教会に印象的な塔が存在する。サルバティエラの要塞としての性質のために、両教会は旧市街の南北両端にあり、防壁とともに町を封鎖した。分厚く強固な壁、少ない窓の数、歩哨のために壁に据えられた外廊など軍事目的の建築様式がみられる。現在の建物は14世紀から16世紀初頭にまたがる期間まで遡ることができる。両教会は後期ゴシック様式で建築され、3つの身廊を持つ[8]。

- ソルギネチェ (Sorginetxe) 遺跡 -  アリサラの北にあるこのドルメンは、エギラスの北東にあるアイスコメンディ遺跡からさほど遠くない。新石器時代に建設されたドルメンである[9]。これらのドルメンは埋葬時の墓石として使用されていたとされ、ほぼ間違いなく交差路に位置していた。ソルギン・エチェとも表記する[10]。

- サン・フアンのオルベアス -  大火から再建された16世紀に遡るアーケードが南北方向に伸びている。アーケードの柱の一部は木製であり、この長い通路は絵画のように美しい。1256年に町が建設されてフエロ（特権）が与えられて以来、毎週火曜日には市場が開催される。

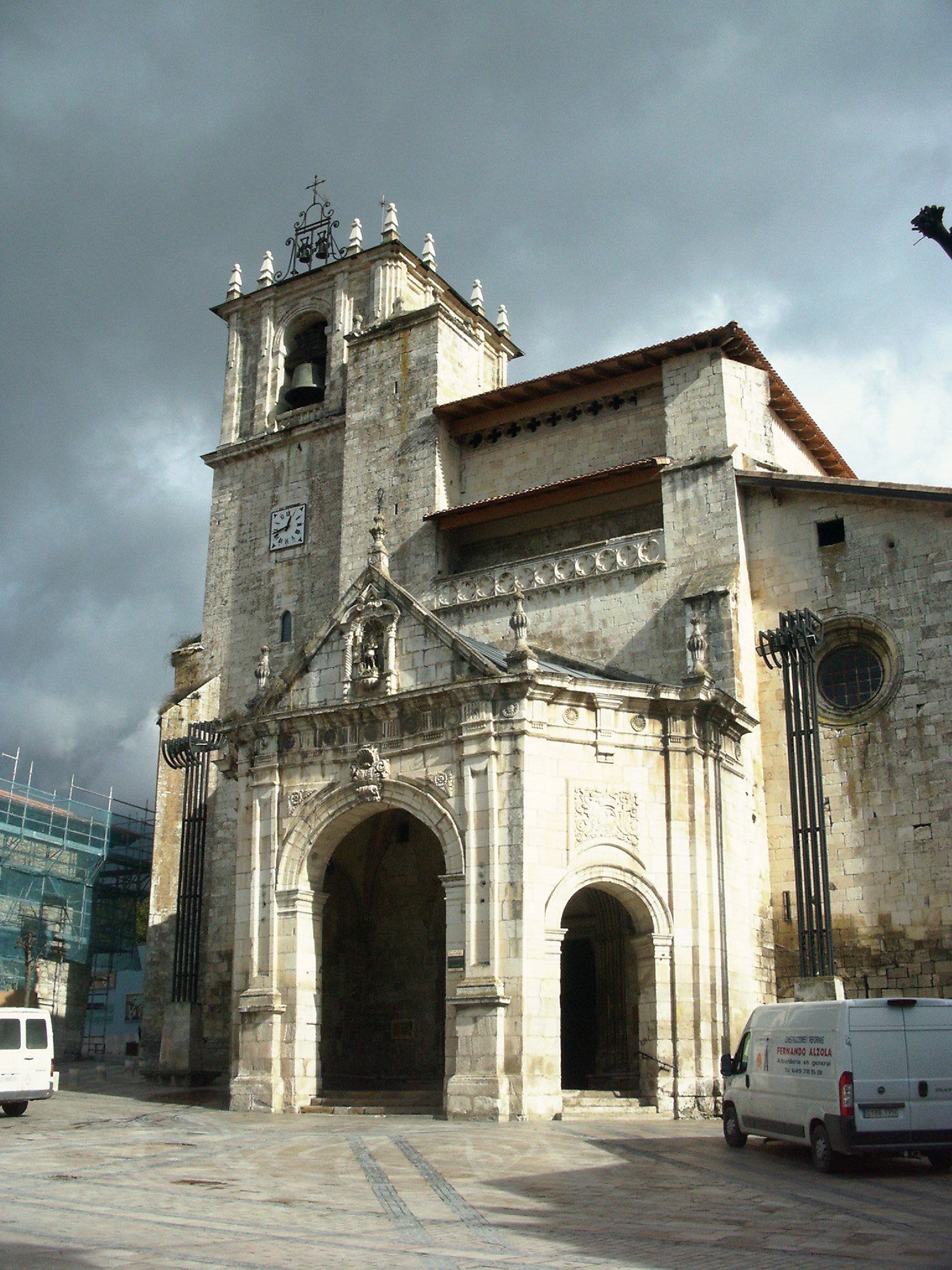
サン・フアン教会
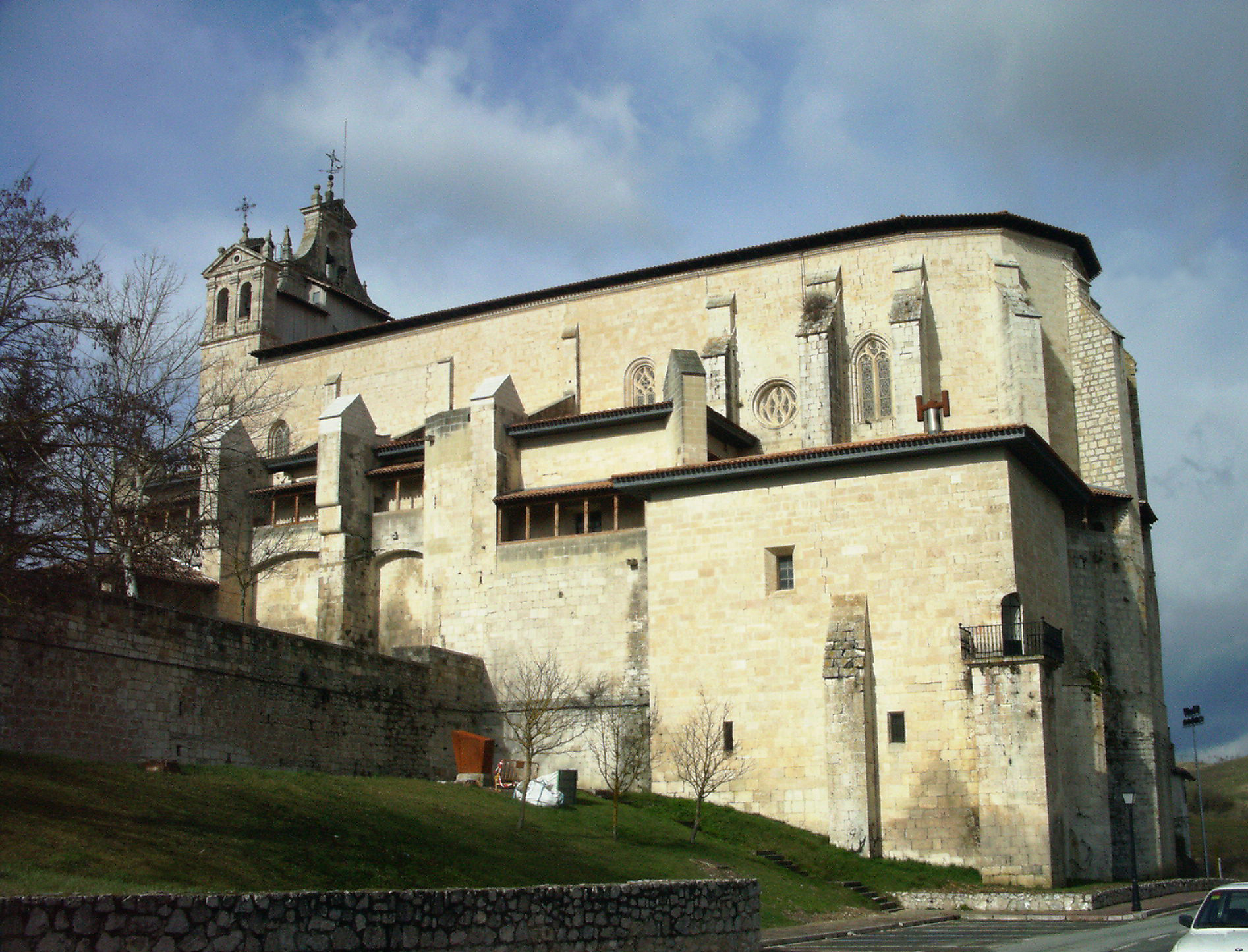
サンタ・マリア教会
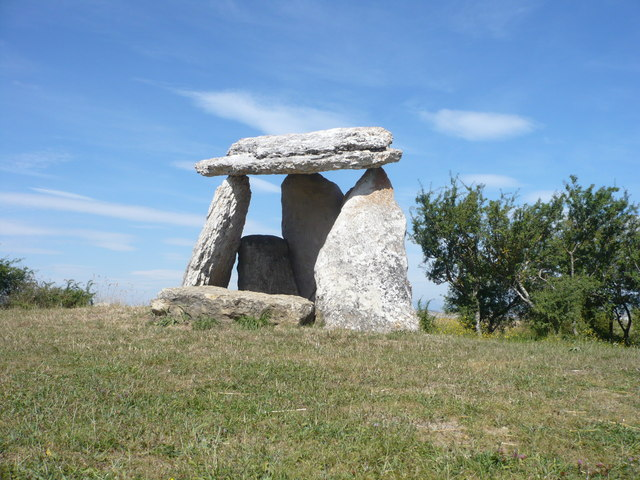
ソンギネチェ遺跡のドルメン

## 人口
| サルバティエラ/アグラインの人口推移 1900－2013          |
|                                                         |
| 出典:INE（スペイン国立統計局）1900年 - 1991年、1996年 - |

## 政治
| サルバティエラ/アグライン議会 | サルバティエラ/アグライン議会 | サルバティエラ/アグライン議会 |
| 政党                          | 2011年選挙                    | 2011年選挙                    |
| 政党                          | 得票率                        | 議席数                        |
| ----------------------------- | ----------------------------- | ----------------------------- |
| ビルドゥ                      | 39.56%                        | 6                             |
| バスク民族主義党 (EAJ-PNV)    | 39.26%                        | 5                             |
| 国民党 (PP)                   | 6.04%                         | 0                             |
| バスク社会党 (PSE-EE)         | 5.08%                         | 0                             |
| アララール                    | 3.85%                         | 0                             |

## 言語
サルバティエラの主要な言語はカスティーリャ語である。1841年時点ではまだ、バスク語を話す住民のための町議会による通訳が必要とされたが、19世紀半ばにはバスク語が使用されなくなっていたとされる。1970年代以降にはイカストラと呼ばれるバスク語学校で学んだ若者が出現し、バスク語も話されたり理解されるようになっている。

## 姉妹都市
- アキテーヌ地域圏ジロンド県 バザス
- モンタナ